# Gastronomía de la provincia de Burgos

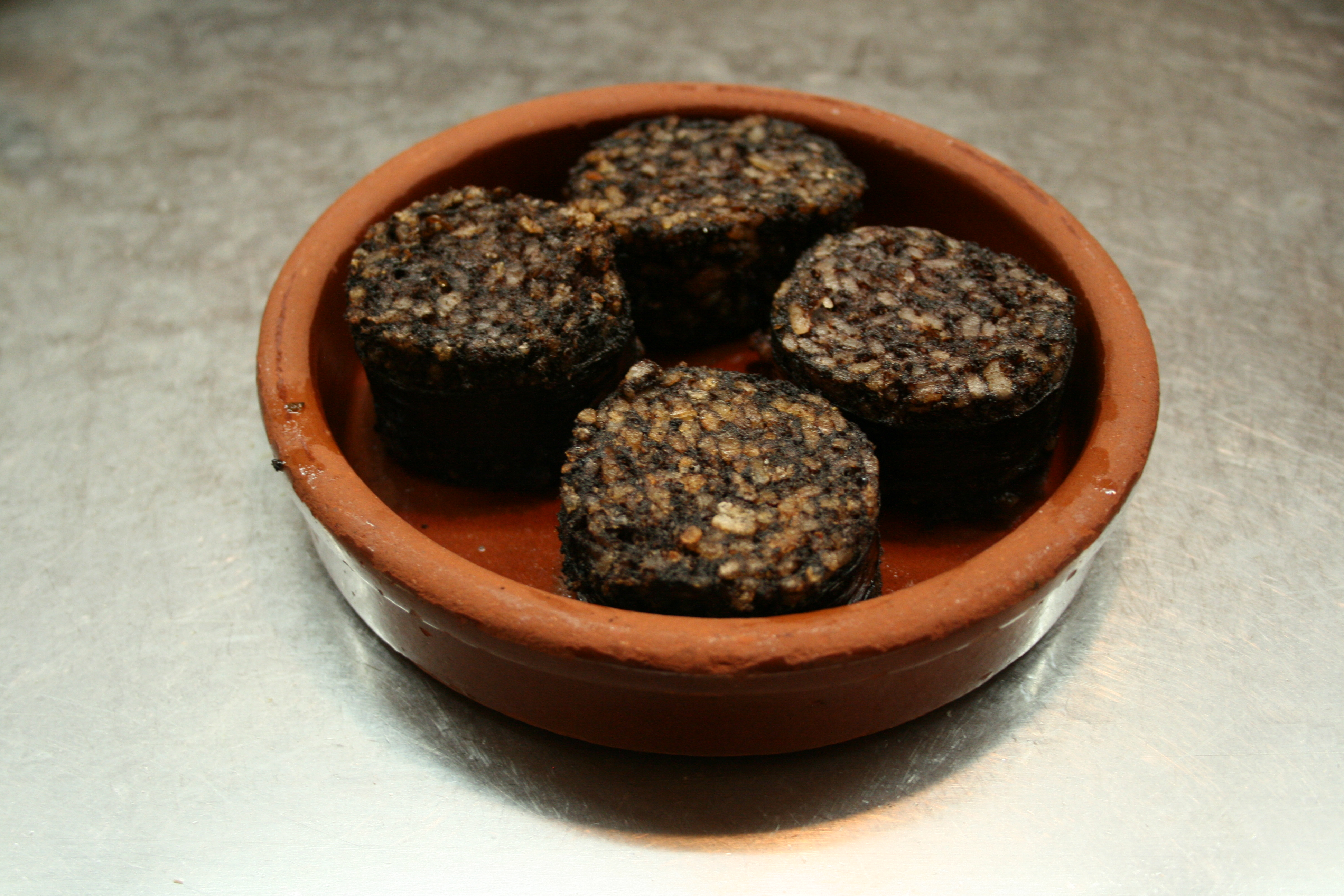
Morcilla de Burgos servida en una ración.

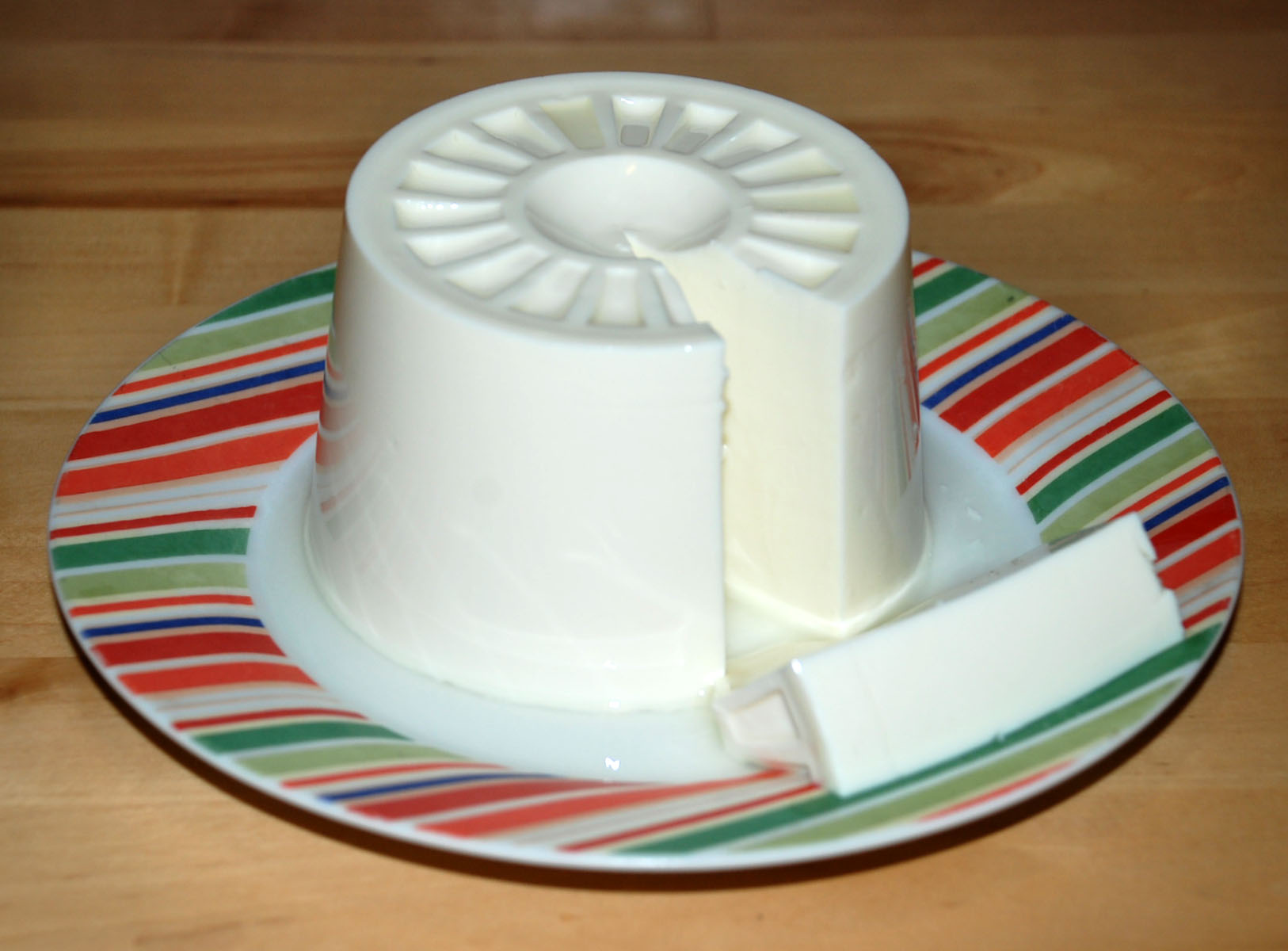
Queso de Burgos.

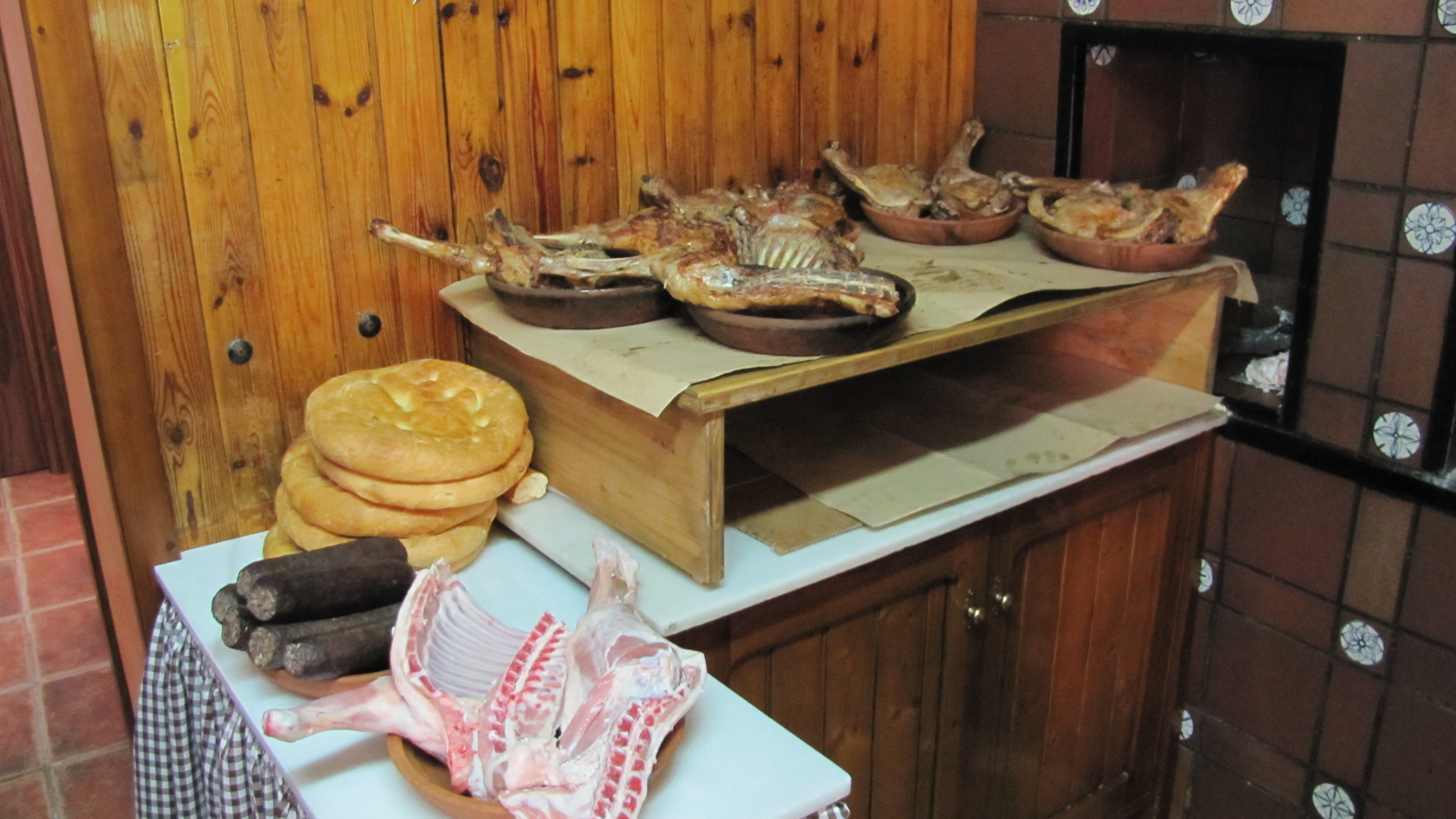
Morcilla de Aranda, Lechazo asado (cordero lechal) y torta de Aranda, en uno de los tradicionales asadores castellanos, el Asador Rafael Corrales, fundado en 1902.

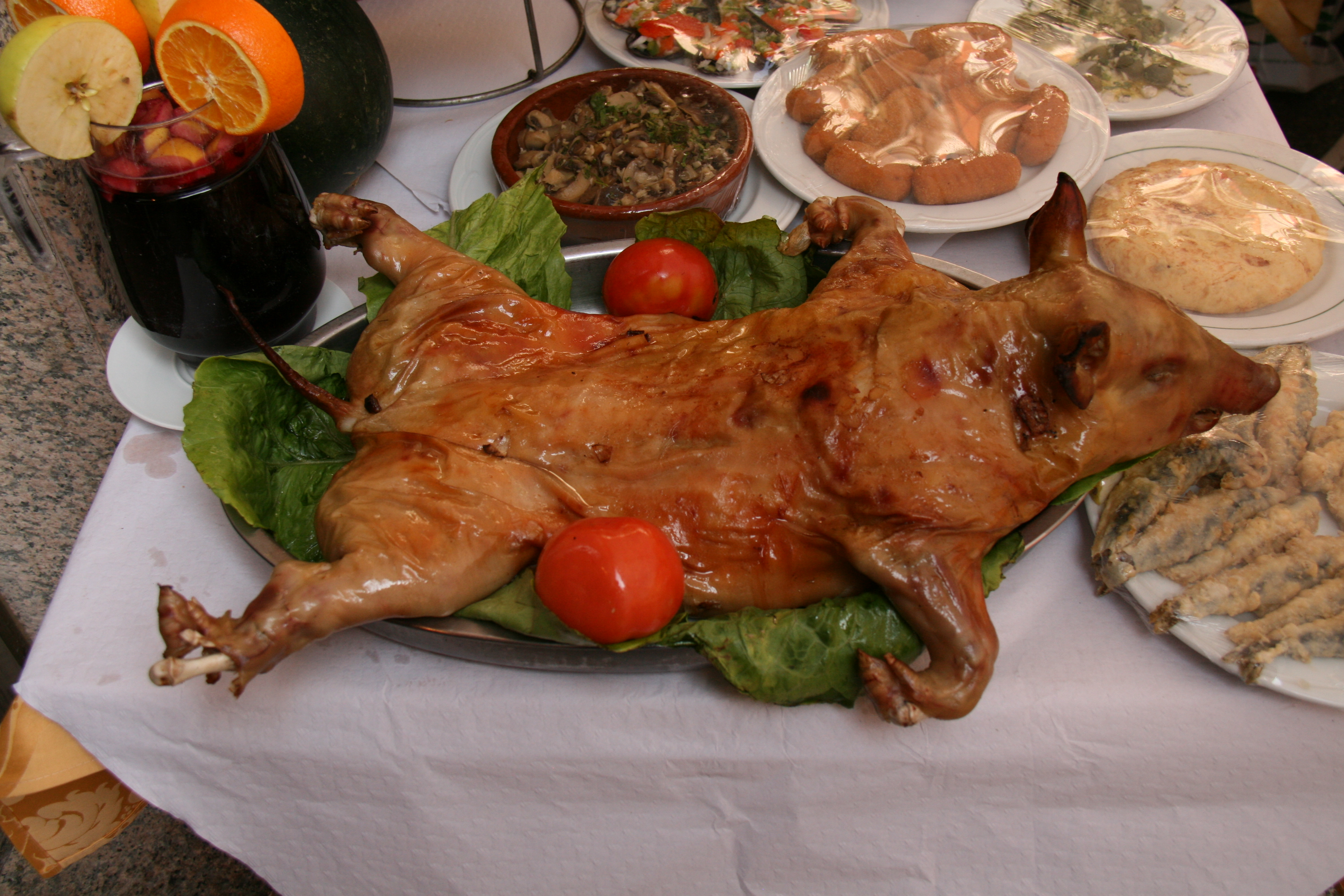
Cochinillo asado al estilo castellano, ofrecido en un típico menú turístico.

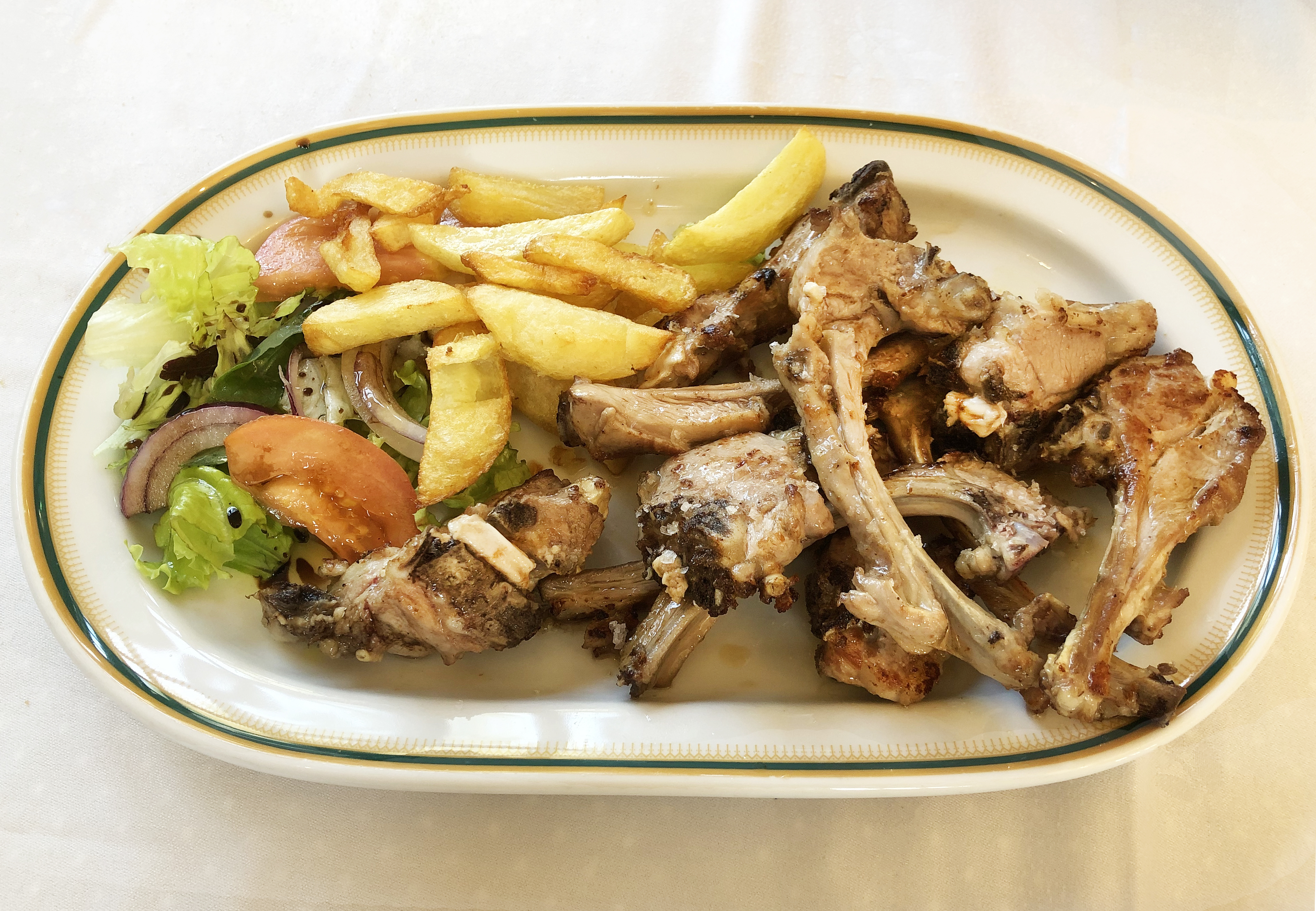
Chuletillas de cordero Lechal, Gastronomía de Burgos.

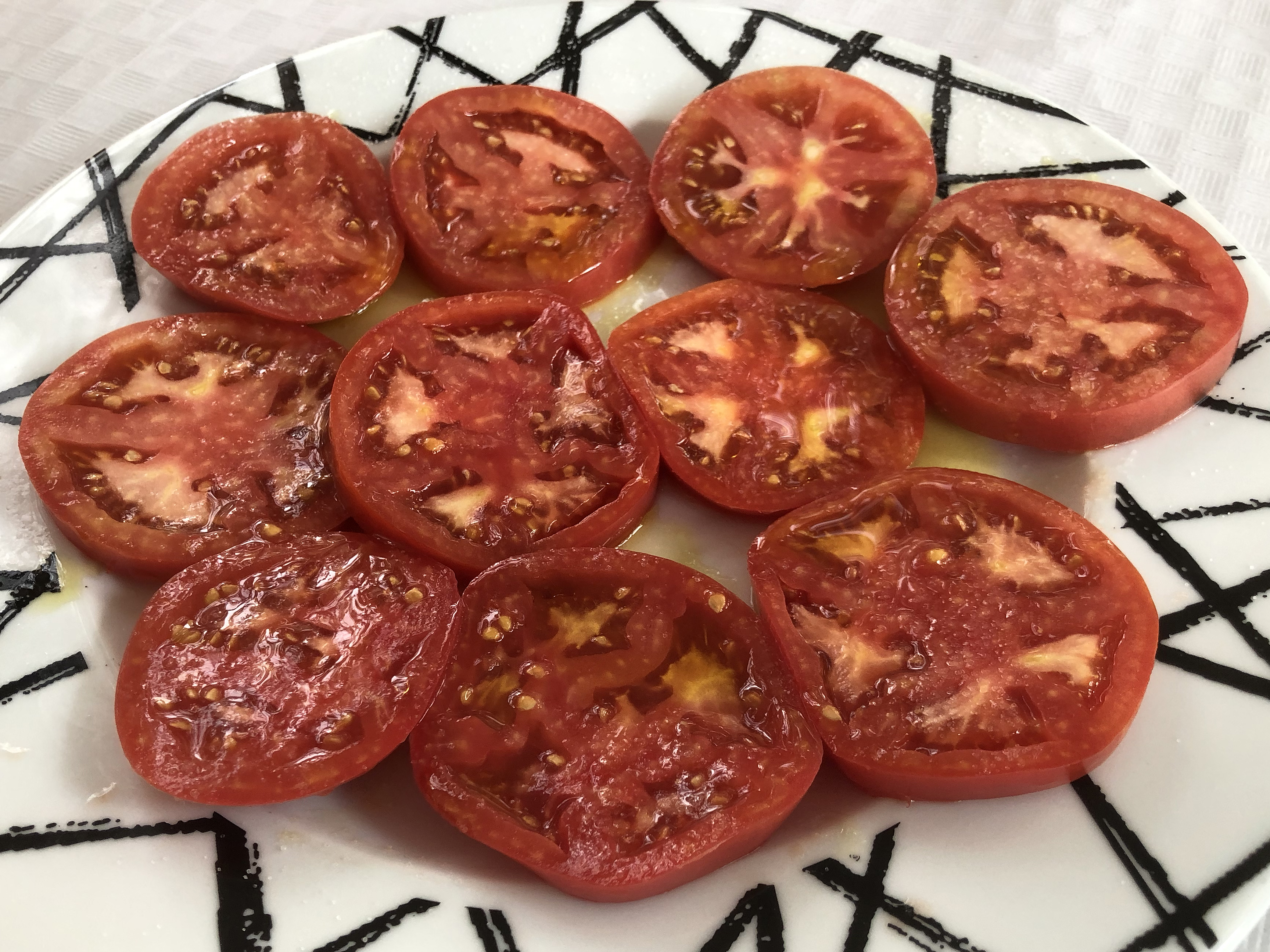
Tomate de Miranda de Ebro presentación

La gastronomía burgalesa es el conjunto de preparaciones culinarias que se elaboran en la provincia de Burgos (Castilla y León). Algunos platos e ingredientes gozan de fama muy conocida en el seno de la cultura culinaria española (núcleo de Castilla la Vieja), debido a su pertenencia a una comunidad autónoma que posee diversidad de productos y de platos típicos. Su cercanía a la costa norte, hacen que la gastronomía de Burgos pueda disponer de pescado fresco, procedente, entre otros sitios, de las costas del Cantábrico, y de carnes, debido a que en la cocina castellana es muy conocida la industria cárnica debido a su importante actividad ganadera.
Entre las preparaciones culinarias típicas se encuentran los asados a la brasa (horno de leña) como el cochinillo y el lechazo. Por sus tierras pasa la ruta jacobea (variante francesa) y es considerada fuente de transmisión de saber culinario, especialmente en su capital, Burgos, que reúne la diversidad de platos de la provincia.

## Historia
A lo largo de la historia de la provincia se han ido acuñando preparaciones y alimentos debido a los asentamientos de población que se fueron estableciendo en la provincia. Es posible que los pueblos íberos se alimentaran, tal cual, de todo aquello que se encontraba en la naturaleza. Tras el periodo inicial de la Reconquista se comienza a repoblar el denominado desierto del Duero, parte de ello con poblaciones mudéjares que posiblemente dejaran impronta culinaria en la provincia. La abundante producción de cereal hizo que en la Edad Media se pudiera importar a otros lugares de la península ibérica.
La provincia de Burgos al pertenecer a la lista de provincias de la Corona de Castilla, se abastecía de pescados marítimos por poseer salida al mar y puertos entre los siglos XVIII y XIX. Las anchoas en conserva son muy popular en la provincia (Espinosa de los Monteros), recuerdo de su pasado marinero.

## Ingredientes
Los ingredientes desde el punto de vista de producción se centran en cereales y vid, mientras que por otro lado la intensa labor ganadera da lugar a una extensa industria cárnica: porcina y ovina. Las preparaciones culinarias suelen ser simples, atendiendo a una tradición de ganaderos (pastoreo) y segadores. La trashumancia contribuyó a que la industria láctea cobrara importancia, ya que los pastores extremeños se asentaron en el siglo XVI en diversas zonas de Castilla (incluidos algunos municipios de Burgos). 

### Frutas, Verduras y Hortalizas
Las legumbres más populares en la provincia son las lentejas que participan en platos como las lentejas a la Burebana acompañadas de morcilla y chorizo, arroz y careta de cerdo, que se puede degustar fría o caliente, debido a que tradicionalmente se consumía fuera del hogar en tiempos de antaño. Se tiene igualmente las lentejas con morcillas y las de Villalta. Entre los cocidos de la provincia está la olla podrida, uno de sus platos más famosos, cocinado con alubias rojas autóctonas de Ibeas de Juarros y diversas carnes de matanza así como la morcilla. Son populares las lechugas de Medina, la cebolla horcal o matancera (una variedad autóctona de las vegas de los ríos Arlanza y Arlanzón[cita requerida]) que se emplea en la elaboración de las morcillas. Como fruta están las cerezas y manzanas del valle de las Caderechas, sin olvidar los tomates de Miranda de Ebro.

### Carnes y Pescados
La tradicional matanza proporciona abundantes ejemplos de procesado de la carne de cerdo en embutidos tales como la morcilla de Burgos. Se compone básicamente de cebolla, sangre, manteca y arroz, a la que se añaden otros componentes. La tradición oral reza que debe ser: «sosa, grasosa y picajosa». Algunas de las morcillas más conocidas son la Morcilla de Aranda y las de las localidades de Miranda de Ebro, Sotopalacios, Covarrubias, Trespaderne o Villadiego y Cardeña. El chorizo entra como ingrediente en algunos platos como la sopa castellana que consisten en un caldo realizado con chorizo, jamón, huevos y pan entre otros ingredientes principales. Lleva algo de pimentón y ajo para condimentar y especiar. Algunas variantes del chorizo como la tabea (realizado con las asaduras del cerdo), así como el chorizo de Villarcayo (procedentes de la Merindad de Villarcayo) se sueles consumir crudos, fritos o cocidos.
La abundante ganadería ovina deja platos con preparaciones tradicionales fundamentadas en el asado, tal y como es el lechazo de Castilla y León que se elabora con la cría de oveja que debe cumplir, entre otras, las siguientes características: la grasa externa será de color blanco céreo, color de la carne blanco nacarado o rosa pálido, carne muy tierna. Algunas preparaciones en guiso suelen inlcluir este tipo de carne como la caldereta pinariega (guiso típico de la sierra de la Demanda). Las modestas sopas de calducho son populares, pero igualmente humildes. Los cochinillos asados ("tostón") aparecen frecuentemente como resultado de la vieja cocina castellana. La 'sopa burgalesa es un caldo base formado principalmente por carne de vacuno (a veces también de cordero), huevos, patatas y cebolla, condimentado con sal, perejil y aceite.
En la época veraniega eran famosos los cangrejos, así como las truchas. Provenientes del río Arlanzón, y de la cuenca del Duero.
En algunos pueblos de la zona noroccidental (Comarca Odra-Pisuerga), existen un par de especialidades de pescados, no muy comúnmente consumidos en otras zonas, en concreto el chicharrillo asado y las agujas pasadas por la sartén y acompañadas de tomate frescos de la tierra que también se fríen para la ocasión.

### Lácteos
El queso de Burgos es un queso blanco, blando y acuoso (debido a que se comercializa con el suero de la leche), originalmente elaborado con leche de oveja, si bien actualmente tiende a usarse leche de vaca o mezcla de ambas. Se suele servir acompañado de miel, membrillo o nueces (postre conocido como «postre del abuelo»), o bien en ensalada. Su consumo ha aumentado en los últimos años del siglo XX.

## Bebidas

### Vino

#### Denominaciones de origen

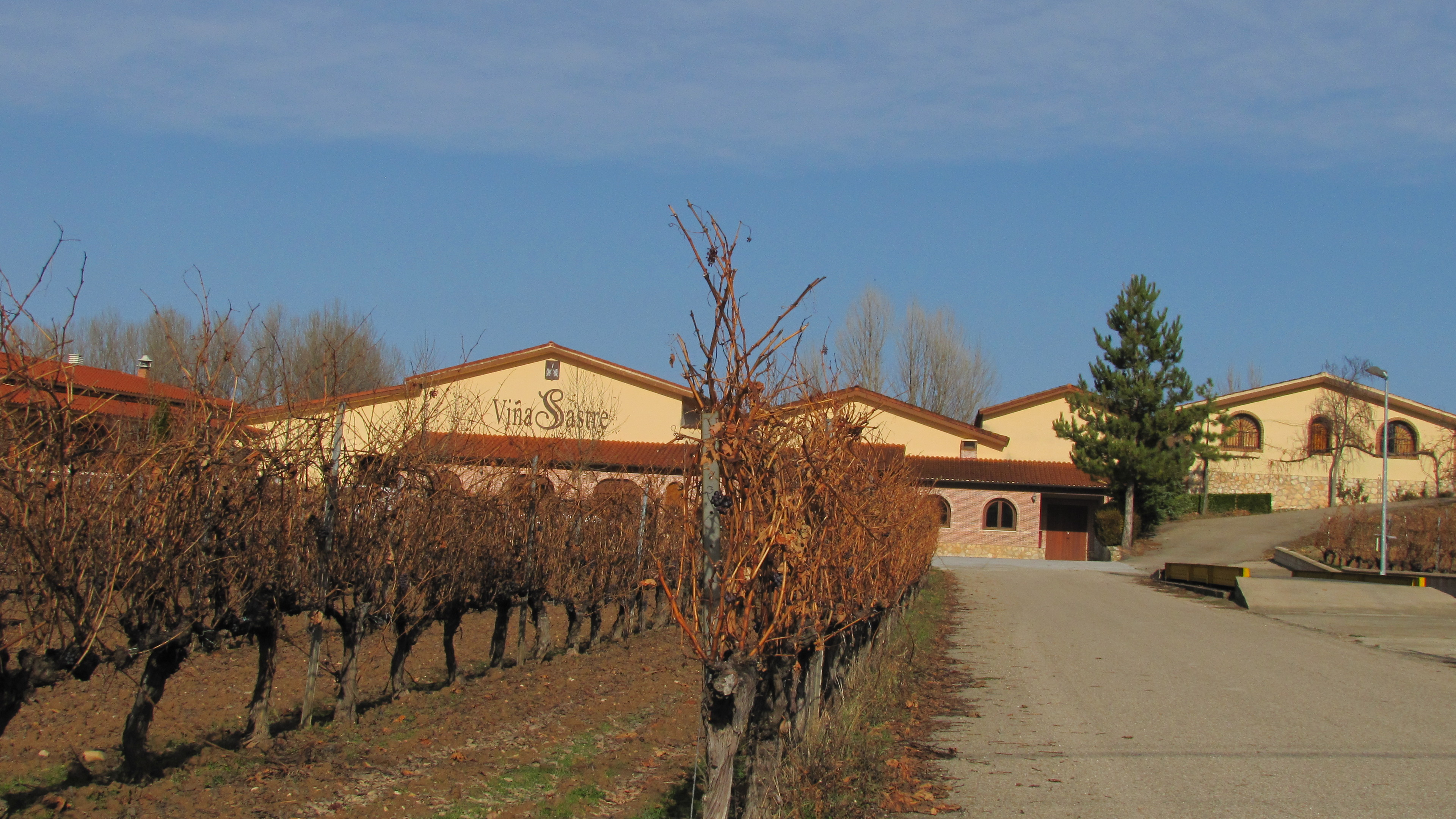
Viñedos de la variedad Tinta del país, en la bodega Viña Sastre, de la D.O. Ribera del Duero.

La recolección de uva con interés comercial está amparada por en las siguientes denominaciones: 
- Vino Denominación de Origen Ribera del Duero: Distintas son las bodegas que comercializan este famoso vino, procedente de la Ribera del Duero burgalesa, produciendo un vino de un gran aroma, color oscuro, y bastante longevo y bien estructurado.
- Vino Denominación de Origen Ribera de Arlanza Establecida en 2005 para los vinos producidos en el valle medio y bajo del río Arlanza.
- Cava: En Aranda de Duero se produce cava con denominación de origen.

Sin embargo, a las citadas no se les puede incluir el llamado vino chacolín, vino verde o chacolí burgalés, a pesar de haber registros históricos que acreditan la elaboración de estos caldos. Este vino, elaborado en el norte de Burgos, tenía antiguamente un tono rosado y se le denominaba «Ojo de Gallo».
Los Premios Envero es uno de los certámenes de vinos más importantes de España, ostentando el reconocimiento del Ministerio de Agricultura según se establece en el Real Decreto 1679/1999, de 29 de octubre. La finalidad del concurso es la de seleccionar los mejores vinos de la Ribera del Duero, así como promocionar la propia ciudad junto con su comarca a través de un reconocimiento popular y multitudinario.

#### Vinos artesanales

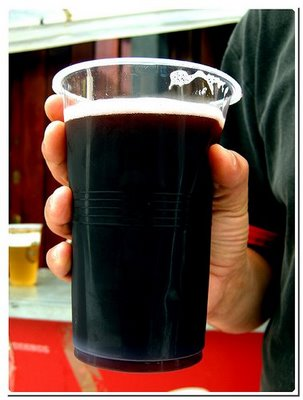
Ejemplo de vaso de calimocho.

La importancia del vino está tan arraigada que es habitual también la realización de vinos cosecheros, caseros o 'de cubillo', elaborados de forma tradicional a pequeña escala. Tal es así, que en la actualidad existen diversos concursos, como los Premios Albillo en Sinovas o el Concurso de Vinos de Cubillo en Aranda de Duero.
También cabe destacar la elaboración de limonada de vino así como del calimocho, denominado en la zona sur como "Ribermocho".

### Pacharán y otros licores
La elaboración del pacharán, licores y aguardientes también es típica de la provincia, principalmente para mediante la elaboración artesanal para autoconsumo, similar a los vinos artesanales.
A nivel comercial, como elaboradores se pueden encontrar a Maestros Artesanos de Licores y Aguardiente y Licores Casajús.
Como muestra del interés artesanal se pueden encontrar varios concursos: 
- El certamen más joven es el Concurso de Pacharán Casero de Villariezo, cuya primera edición se celebró a finales de agosto de 2015.[23]
- En la comarca de la Ribera del Duero se celebra cada año el Certamen de pacharán casero de la Ribera del Duero, cuya primera edición se celebró en agosto de 2014, contando con la participación de siete concursantes y una gran afluencia de público.[24][25] En la segunda edición, dobló el número de participantes.[26][27][28] Actualmente es un evento de referencia a nivel nacional.[29][30][31][32][33][34][35][36][37][38]

- Y en la comarca de Las Merindades, se realiza desde 2007 el Concurso de mermeladas, dulces, mieles y licores caseros[39] enmarcado dentro de las Jornadas Gastronómicas de Otoño del Valle de Mena, y en donde el pacharán siempre se hace un hueco entre los ganadores de la categoría de licores.[40][41][42]

## Panes y repostería
Los campos castellanos producen abundante cereal, y dejan rastro de preparaciones como la torta de Aranda, un pan tradicional de la ciudad, y futura Indicación Geográfica Protegida (I.G.P.). Es ideal para acompañar carnes rojas o guisos consistentes como los burgaleses.
La repostería burgalesa posee un buen catálogo, teniendo muchos productos se origen en conventos Son frecuentes las pastas y pasteles de los conventos. Las típicas 'perronilla' (denominadas también como: perronillas o perrunillas) son un tipo de dulce de repostería tradicional, típico de varias localidades españolas. Sus ingredientes principales son la manteca de cerdo, huevos, harina de trigo, azúcar, aceite, canela, limón, almendras y aguardiente. Las 'yemas de Canónigo' procedentes de la clarificación del vino en los siglos XVII[cita requerida].
Fruto de la tradición chocolatera española, se tiene en la capital las torrijas con miel y chocolate. Entre las realizaciones más modernas se encuentran los 'chevaliers' que son un postre realizado por primera vez por Jesús Pinedo, y que consiste en un pastel de levadura relleno de nata o crema, y cubierto de almendra con azúcar glassé.
Canelitos o canelitos del cid, dulce típico de chocolate blanco, azúcar y espolvoreado con canela. Tienen una textura de bombón suave con un toque de canela.
Las almendras garrapiñadas de Briviesca, son almendras con piel cubiertas de una cáscara de azúcar. Lo más significativo son los ingredientes, almendras del Valle de las Caderechas y agua de los manantiales cercanos lo que les da un brillo característico.

## Costumbres
El 'asador' es uno de los restaurantes tradicionales castellanos en los que se ofrece comida castellana. Alrededor de los asadores se suelen hacer reuniones familiares y festivas de todo tipo. Generalmente está decorado a la manera castellana y ofrecen una variedad de platos en torno a un horno de leña. Entre las costumbres culinarias se encuentra la celebración de los concursos más específicos como pueden ser de tortilla española o certámenes vinícolas. 

## Cocineros célebres
- Santiago Domínguez Miguel, propietario del Restaurante Santiago de Marbella, decano de los restaurantes de la Costa del Sol.